# Saint-Cirice
Saint-Cirice è un comune francese di 174 abitanti situato nel dipartimento del Tarn e Garonna nella regione dell'Occitania.

## Storia

### Simboli
Lo stemma comunale di Saint-Cirice si blasona:

## Monumenti e luoghi d'interesse
Ospita la chiesa parrocchiale di Saint-Cyr e Sainte-Juliette, con coro del XII secolo e navata e campanile ricostruiti nel XV-XVI secolo, e il castello di Laval, del XVI secolo.

## Società

### Evoluzione demografica
Abitanti censiti